# James A. Mount
James Atwell Mount, född 24 mars 1843 i Montgomery County, Indiana, död 16 januari 1901 i Indianapolis, Indiana, var en amerikansk republikansk politiker. Han var Indianas guvernör 11 januari 1897–14 januari 1901.
Mount deltog i amerikanska inbördeskriget där han utmärkte sig i slaget vid Chickamauga. Efter kriget var han verksam som jordbrukare i Montgomery County. År 1888 blev han invald i Indianas senat där han satt i fyra år.
Mount besegrade Benjamin F. Shively i guvernörsvalet 1896 och efterträdde i januari 1897 Claude Matthews som guvernör. I januari 1901 efterträddes han av Winfield T. Durbin. En kort tid därefter avled han i Indianapolis och gravsattes på Oak Hill Cemetery i Crawfordsville.